# Halo Wars
Halo Wars — відеогра жанру стратегії в реальному часі для ігрової консолі Xbox 360, розроблена Ensemble Studios і випущена Microsoft Studios 26 лютого 2009 року. Ця гра була останнім проектом розробника.
Гра є відгалуженням серії Halo, яке зосереджене на війні людства майбутнього з фанатичним союзом іншопланетних цивілізацій Ковенантом. Події Halo Wars передують основній серії.
На виставці Gamescom 2015 було анонсовано продовження гри — Halo Wars 2, вихід якої відбувся 21 лютого 2017 року на Xbox One та Windows 10. Halo Wars з низкою вдосконалень також була випущена 20 грудня 2017 на Xbox One та Windows 10 під назвою Halo Wars: Definitive Edition.

## Ігровий процес

ККОН відбивають напад ворога на базу

### Основи
На відміну від ігор основної серії Halo, що є шутерами, Halo Wars є стратегією в реальному часі. Гравець розбудовує військові бази, замовляє війська, вдосконалює їх і проводить бої з ворогом. Особливістю ігрового процесу є обмеження на кількість будівель на базі та наявність лідерів, які надають унікальну підтримку арміям.
Оскільки гра створена спеціально для Xbox 360, управління розроблене для зручності гри з геймпада.

### Керування
Гравець керує військами і оглядом поля бою за допомогою кнопок, курків і стіків геймпада. Вибір своїх військ, атака ворожих і напрям переміщенням відбувається за вказівкою з лівого стіка та натисканням (кількома натисканнями підряд) відповідної кнопки, коли над бойовою одиницею з'являється хрестовина вибору/атаки/руху. Гравець може вибирати всі підконтрольні одиниці на екрані або на карті натисканням курків. Також можливо вибрати всі одиниці одного типу. З використанням стіка та затисненням кнопки вибору виділяються сусідні війська в межах кола, радіус якого регулюється.
У версії для ПК керування здійснюється мишкою і клавіатурою. При цьому коло виділення замінено прямокутником, але лишається можливість виділити всі війська в межах екрана. 

### Війська і бої
Всі війська поділяються на піхоту, наземну техніку та авіацію. Вони займають певну кількість очок населення, максимум яких обмежений. У грі наявні дві протиборчі сторони: люди (ККОН) і Ковенант. У гравців є можливість вибирати лідера своїх військ, який визначає глобальні можливості, набір додаткових військ і вдосконалення, дозволяючи обирати різні тактики. В Ковенанту до того ж лідери беруть участь у боях безпосередньо. Війська Ковенанту більше покладаються на солдатів і строго спеціалізовані. ККОН має доступ до більшої кількості техніки, людські бойові одиниці поодинці слабші, але є більш універсальними.
Як і в багатьох інших стратегіях, співвідношення видів військ у Halo Wars дотримується системи «камінь-ножиці-папір»: піхота вразлива для бронетехніки, бронетехніка вразлива для авіації, а авіація вразлива для піхоти. Виняток становлять універсальні «Стерв'ятник» ККОН та «Скарабей» Ковенанту, доступні на найвищому технологічному рівні. Це не означає, що танк не може знищити танк або літак — літак, але в такому разі завдаються зменшені ушкодження.
У міру знищення ворогів юніти набирають досвід і стають ветеранами. Ранг ветерана відображається зірками, з кожним рангом зростає його стійкість.
По завершенню бою гравець отримує статистику своєї вправності, яка виражається в очках і медалях.

### Розвиток бази
На базі розташовані командний центр, майданчики для будівництва і чотири місця для оборонних турелей. Гравець зазвичай має готову базу або може заснувати нову на спеціальних місцях, захопивши їх або відбивши у ворога. В командному центрі наймаються початкові війська і від нього залежить виграш — якщо центр зруйновано, втрачається вся база. Будівлі поділяються на добувачі ресурсів, казарми, заводи і зброярні. Турелі після зведення можна вдосконалити, надавши додаткової атаки проти певних видів військ.
Будівництво, впровадження вдосконалень і замовлення військ відбувається за провіант, що періодично доставляється на базу чи знаходяться на карті. Діяльність зведених будівель вимагає енергії та визначає технологічний рівень бази, отримується з побудованих реакторів. Непотрібні будівлі є змога знищити, повернувши частину їх вартості. Іноді на території навколо знаходяться нейтральні споруди: добувачі ресурсів (окремі для провіанту та енергії), аванпости (дозволяють наймати підкріплення), та укріплення (захищають піхоту всередині).
Вибір будівництв і замовлення військ відбувається в кільцевому меню бази. В Ковенанту є два типи будівель, яких немає у ККОН: генератори енергощитів для захисту бази і телепорти для миттєвої доставки військ до лідера.

### Ігрові фракції

#### ККОН
Космічне Командування Об'єднаних Націй виступає військовою силою Уряду Об'єднаної Землі, що захищає людство. Війська мають засоби для протистояння різним типам ворогів, що виражається в додатковому озброєнні, спеціальних активовуваних уміннях або режимах бою. «Спартанці» ККОН здатні захоплювати ворожу техніку і посилювати союзну. В цій грі військові операції здійснюються з переоснащеного під військовий колоніального космічного корабля «Дух Вогню CFV-88». Корабель здатний тимчасово блокувати сили ворожих лідерів, ремонтувати і лікувати бойові одиниці в певному радіусі та присилати транспортники для швидкого перекидання військ.
Герої: капітан Джеймс Ґреґорі Каттер, сержант Джордж Фордж, професор Еллен Ендерс.
Війська: Піхотинці, Орбітальні шокові десантники (ODST)*, Вогнеметники, «Спартанці», екзоскелети «Циклоп»*; Автомобіль «Бородавочник», Танк «Скорпіон», Артилерія «Кобра», Зенітний танк «Росомаха», Мобільна база «Слон», Танк «Грізлі»*, Інженерний автомобіль «Гремлін»*; Легкий літак «Шершень», Штурмовик «Яструб»*, Повітряна бойова платформа «Стерв'ятник».

#### Ковенант
Релігійно-політичний союз кількох іншопланетних цивілізацій, об'єднаний вірою в божественних Предтеч. Керовані амбіційними Пророками, вони вірять, що Предтечі хочуть знищення людей. Війська більш спеціалізовані, ніж у ККОН, але включають більше видів піхоти. База і деякі війська можуть захищатися енергетичними щитами. Лідери Ковенанту особисто беруть участь в боях і після загибелі відроджуються на базі, якщо там зведено Храм. У Храмі також вивчаються технології і саме він визначає технологічний рівень, а не енергія. Відповідно, втративши Храм, гравець втрачає всі науково-технологічні здобутки.
Герої: Арбітр Ріпа, Пророк Розкаяння, вождь брутів.
Війська: «Рядовики», «Рядовики» камікадзе*, «Шакали», «Мисливці», Почесна гвардія елітів*, Брути*; Розвідувальний байк «Привид», Розвідувальник брутів «Сікач»*, Танк «Рейф», Крокуючий дрон «Сарана», Крокуючий бойовий комплекс «Скарабей»; Інженер, Штурмовик «Баньші», Бомбардувальник «Вампір».
* — наявність залежить від лідера.

### Багатокористувацька гра
Гравці мають змогу позмагатися з іншими гравцями або штучним інтелектом у битвах 1 на 1, 2 на 2 чи 3 на 3. Існує низка режимів:
- Стандартний (англ. Standard) — гравці починають з нерозбудованою базою, розвідувальним юнітом і невеликим запасом провіанту. Можливості лідерів посилюються за ресурси. Метою є знищити всі ворожі бази і після цього не дати впродовж хвилини збудувати нову.
- Смертельний матч (англ. Deathmatch) — мета та ж сама, що в стандартному режимі, але тут передбачається швидкий початок масштабних боїв. Гравці починають з усіма вдосконаленнями і великим запасом провіанту. Можливості лідерів вдосконалюються автоматично з часом.
- Утримання (англ. Keepaway) — дві команди 1 на 1, чи 2 на 2, розбудовують базу і посилають війська для заволодіння прапором в центрі карти. Коли юніт володіє прапором, це приносить команді очки, кількість яких визначає переможця. Режим доданий в DLC.
- Військове змагання (англ. Tug of War) — переможцем стає той, хто першим досягає певного рівня військової міці, яка складається з розвинутості бази і кількості військ. Знищення противника можливе і приносить перемогу, але не обов'язкове. Режим доданий в DLC.
- Підкріплення (англ. Reinforcement) — гравці не можуть замовляти війська, але за зібрані ресурси їм час від часу доставляються підкріплення, вид яких залежить від споруд на базі та вивчених вдосконалень. Оскільки набір військ не визначається безпосередньо, гравці мусять більше покладатися на тактику. Режим доданий в DLC[5].

## Сюжет
Дія гри розгортається за 20 років до подій «Halo: Combat Evolved». В центрі кампанії знаходиться людський корабель «Дух вогню», посланий Космічним Командуванням Об'єднаних Націй (ККОН) розслідувати і припинити дії Ковенанту на колишній людській планеті Урожай (місце першого контакту з іншопланетянами).
Капітан Каттер збирає війська ККОН, щоб відбити у Ковенанту базу Альфа. Здійснивши це, люди дізнаються про інтерес ворога до території на північ від бази, де лежать артефакти прадавньої цивілізації Предтеч, священні для Ковенанту. Пророк Істини наказує знищити артефакт, якщо люди наблизяться. Сержант Фордж і ученою Ендерс, супроводжувані піхотинцями, пробираються до місця зберігання реліквії й запобігають її підриву. Ендерс вдається активувати карту галактики, але її з іншими оточують бійці Ковенанту, тож Каттер посилає війська забрати їх.
У цей час Ковенант атакує планету Аркадія, «Дух Вогню» вирушає на допомогу, щоб забезпечити евакуацію населення міста Пірз. Убезпечивши народ, війська ККОН покидають Пірз та виявляють територію, накриту силовим щитом. Вони встановлюють артилерію, яка пробиває щит, даючи змогу послати туди війська. Люди знаходять будівництво величезної крокуючої машини «Суперскарабея». Серіна радить знищити ядра живлення, щоб саботувати будівництво. Машина без достатнього живлення не працює на повну потужність і програє в бою з ККОН. Пророк Розкаяння в цей час перебуває на планеті, де знаходяться споруди Предтеч, але не може відкрити їх. Дізнавшись, що Ендерс змогла активувати древні технології, він наказує викрасти її та доставити до нього.
Ковенант засилає Арбітра, котрий викрадає Еллен Ендерс під час вивчення Аркадії. «Дух Вогню» переслідує Ковенант до невідомої планети. В боротьбі з ворогами на поверхні люди виявляють паразитів Потоп, які заражають істот навколо. ККОН борються з ним і розчищають місце для бази. Згодом ККОН виявляють колонії Потопу, зокрема Протомогильний розум. Знищивши істоту, люди здобувають тимчасову перемогу, Потоп навколо помирає і Серіні вдається запеленгувати дивний сигнал.
«Дух Вогню» поглинає якесь поле, що виходить з відкритого розлому на планеті та притягує корабель. Війська розшукують і знищують пілони, які генерують поле, паралельно евакуюючи на борт корабля війська. Але корабель вже опиняється в розломі під поверхнею планети, наповненому штучними конструкціями. На корабель проникає Потоп, Джон Фордж наказує очистити обліплений ним корпус. Несподівано активовуються сховані під землею дрони Предтеч, що беруться винищувати Потоп, однак не можуть протистояти його великій кількості. Серіна аналізує добуті дані Предтеч та дізнається, що по курсу активуються «Кільця Очищення» (мініатюрні версії Гало), здатні стерилізувати корпус, але це також завдасть шкоди людям. Дрони активовують «Кільця Очищення», Каттер наказує знищити паразитів, поки системи безпеки не завдали кораблю непоправної шкоди.
Корабель пролітає крізь тунелі й опиняється на внутрішній поверхні планети, яка виявляється Щитовим світом Предтеч зі штучною зіркою всередині. Екіпаж мусить відремонтувати «Дух Вогню», відбиваючись від нападу Ковенанту. Арбітр прикладає руку Ендерс до терміналу Предтеч, що відстиковує і вмикає космічні кораблі зниклої цивілізації. Ендерс, користуючись нагодою, тікає з полону на внутрішню поверхню планети, а Фордж підбирає її та доставляє на корабель. ККОН, розуміючи, що Ковенант прагне заволодіти тутешніми технологіями, зокрема космічними кораблями Предтеч для своєї армії, перешкоджає ворогам, знищивши їхні бази і укріпившись на місцевості. Врешті Фордж приймає рішення перевантажити штучну зірку Щитового світу, перетворивши її на наднову. Ковенант протистоїть цьому плану, але Фордж перемагає у двобої Арбітра і ціною власного життя доставляє до зірки надсвітловий рушій «Духу Вогню». Капітан Каттер придумує скористатися гравітацією зірки, щоб розігнатися всередині планети і вилетіти за її межі крізь інший прохід на досвітловій швидкості. Та прохід виявляється закритим і людям доводиться вручну активувати його браму, відбиваючись від Ковенанту і Потопу. «Дух Вогню» огинає зорю, гравітаційні сили виштовхують корабель, а сам Щитовий світ руйнується разом з армією Ковенанту, кораблями Предтеч і залишками Потопу.
«Дух Вогню» лишається дрейфувати в космосі. Його екіпаж лягає в кріокапсули та занурюється в анабіоз. Якщо гравець пройде гру на Легендарній складності, після фінальних титрів Серіна будить капітана зі словам: «Капітане. Прокиньтесь. Щось сталося».
Подальша доля «Духу Вогню» і його екіпажу тривалий час офіційно ніде не висвітлювалася. Проте гравці, виходячи з того, що на кораблі були «Спартанці», і їх кількості, описаної в передісторії до «Halo: Combat Evolved», припускали, що «Дух Вогню» було знайдено за якийсь час до атаки Ковенанту на планету Засяг. З анонсом гри Halo Wars 2 стало відомо, що корабель через 28 років досяг конструкції Предтеч, «Ковчега», де було створено Гало.

## Завантажувані доповнення
- Historic Battle Map Pack — випущене 21 липня 2009, містить додаткові карти для багатокористувацької гри, що відтворюють місцевості видатних битв минулого[7].
- Strategic Options Pack — випущене 19 травня 2009, надає додаткові режими багатокористувацької гри: «Утримання», «Військове змагання» і «Підкріплення»[8].

## Порт гри
Halo Wars: Definitive Edition — порт для Xbox One та Windows 10, початково випущений 21 лютого 2017 року у Windows Store в складі збірника «Halo Wars Ultimate Edition» (містить Halo Wars: Definitive Edition і Halo Wars 2). 20 квітня гра стала також доступна відокремлено і вийшла у Steam. Definitive Edition має вдосконалену графіку, на ПК підтримує роздільність екрана до 4K. До складу цієї версії входять обидва завантажуваних доповнення, випущених для оригінальної Halo Wars.

## Оцінки й відгуки
| Агрегатор    | Оцінка |
| ------------ | ------ |
| GameRankings | 82%    |
| Metacritic   | 82/100 |

| Видання                      | Оцінка                              |
| ---------------------------- | ----------------------------------- |
| 1Up.com                      | B                                   |
| Computer and Video Games     | 7.9/10                              |
| Eurogamer                    | 8.0/10                              |
| Game Informer                | 9.0/10                              |
| GameSpot                     | 6.5/10                              |
| GameSpy                      | [ 19 ]                              |
| IGN                          | 8.4/10 (US) 9.0/10 (AU) 8.2/10 (UK) |
| Official Xbox Magazine (США) | 9.0/10 (UK)                         |
| X-Play                       | [ 24 ]                              |

Halo Wars зібрала в загальному позитивні відгуки. Гра отримала оцінки у 82.05 % і 82/100 на агрегаторах GameRankings та Metacritic відповідно. Думки критиків розділялися щодо того чи стала Halo Wars вдалим консольним втіленням жанру RTS. Аллен Рауш з GameSpy стверджував, що як Halo: Combat Evolved показала як шутери від першої особи мають працювати на консолях, так Halo Wars «є RTS … на консолях … і вона працює». Том Прайс з TeamXbox сказав, що геймери довго чекали на RTS для консолей, яка «заслужить це право» і Halo Wars зробила це. В огляді Official Xbox Magazine відзначалося, що гра є «абсолютно „вдома“ на консолях», на відміну від «блідих протиснутих … портів» ПК-ігор з незграбним управлінням.
Оглядачі схвально відгукувалися про управління Halo Wars. Декотрі критики зауважили низьку гнучкість у формування груп військ і відсутність «гарячих клавіш», неможливість задати різні точки прибуття для різних бойових одиниць і необхідність повертатися на базу для контролю замовлення військ.
Кірон Гіллен з Eurogamer відгукнувся, що грати за Ковенант важче, зокрема тому, що кампанія слугує навчанням гри за ККОН, але подібного навчання для Ковенанту не було. Разом з тим від сказав, що дві сторони «автентично різні», і кожна пропонує свої випробування для гравців. Сюжет гри отримав схвалення, в тому числі і відеовставки та озвучення персонажів.

## Зв'язок з іншими творами
- Для зв'язку з іншими іграми і романами серії слугують «чорні скриньки» — знайшовши їх на полях бою, гравець відкриває в спеціальному розділі головного меню опис подій всесвіту «Halo». Подібно до шутерів з основної серії, тут також наявні «черепи», які можна знайти, виконавши додаткові умови в місіях. Череп після активації в меню паузи дає певний бонус військам, але може знизити підсумковий рахунок.
- Це перша гра серії, в якій фігурують інженери. Модель інженера була вбудована в Halo, але була вирізана перед випуском через браку часу.
- Спартанці в грі обладнані енергощитами, хоча п'ята модель броні «Мьйольнір» (перша, яка обладнана щитами) була створена тільки в 2552, через 20 років після подій гри.